# 融創中国

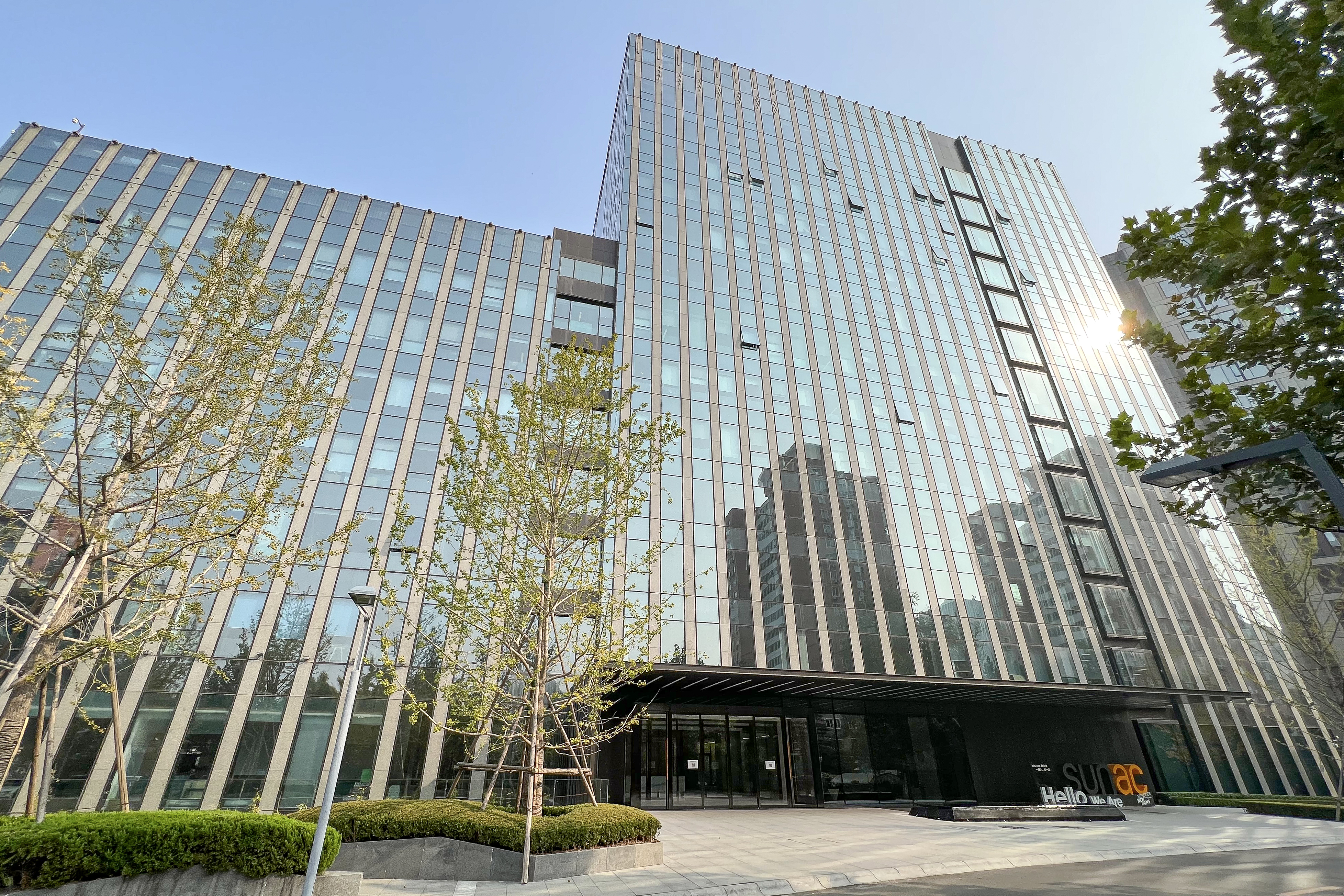
本社

融創中国控股有限公司（ゆうそうちゅうごく、英語:  Sunac China Holdings Limited）は、投資持株会社。子会社と共に、同社は主に中国において、不動産開発・投資・管理を行う主要なデベロッパーの一つ。 略称は、サナック（Sunac）。大規模物件に注力しており、高層や中層住宅、一戸建て別荘、タウンハウス、商業施設、オフィス、駐車場等各種種類の不動産物件を有している。創業の地である天津市の他、北京市、重慶市、無錫市、蘇州市、宜興市等においてプロジェクトを展開している
。
2021年現在、販売物件数で中国4位の大手デベロッパーである。
2017年7月、大連万達グループよりテーマパークなど観光施設への出資分やホテル等の大半を買収するために93億ドルを調達した。これは中国において2番目に大きな規模の不動産取引となった。
2021年9月、大連万達グループ 傘下の万達酒店発展に対して、21軒のホテルの管理契約打ち切りを通告し、1億3,332万人民元の補償金の支払いが発表された。

## 沿革
2003年に天津市において、孫宏斌により設立。2010年10月7日、香港証券取引所に上場した 。公開価格は1株3.48香港ドルであった。
2019年期の決算においては、前期比57%増となる37億米ドルの利益を計上した。
2019年、世界的な新型コロナウイルスの感染が拡大。移動制限や外出制限により、不動産を始め多くの企業が景気減速の影響を受けた。融創中国など大手20社が2020年1月-3月期に取得した土地の合計面積は、前年同期に比べて約5割減った。加えて同年夏には、中国政府が不動産融資規制「3つのレッドライン」を発表、不動産市場に流れる資金の流動性に歯止めをかけた。融創中国は、経済活動をコントロールしながら立て直しを進めたが、経営は一気に悪化した。
2021年9月27日、ブルームバーグは、「キャッシュフローと流動性の面で大きなハードルと困難に直面している」として、浙江省紹興市の当局に支援を要請したことを報道した。紹興市の規制により、多くの市民が不動産購入資格を喪失したことを要因としている。この後、融創中国は新株発行と不動産管理部門の株式売却で約9億5300万アメリカドル、さらに孫宏斌会長の自己資金から無利子融資の形で4億5000万アメリカドルを調達した。
2023年5月12日、融創中国は一部のオフショア社債の利払いを期限までに実行できず、債務不履行に陥ったと発表した。同年9月19日、連邦破産法15条の適用をニューヨーク市で申請し、事実上のデフォルトとなった。

## 買収
2017年7月、大連万達グループより13の観光事業を66億米ドルで取得した。同年にはさらにストリーミングサービスを手がける楽視視頻を買収している。

## 脚註
1. ↑  Sunac China Holdings Ltd (1918.HK)
2. 1 2  木原雄士 (2021年9月27日). “不動産の融創中国が支援要請　通信社報道　株価9%下落”. 日本経済新聞 2021年9月27日閲覧。
3. ↑  “Sunac China's shares soar as $9.3 billion Wanda property deal seen as positive”. Reuters 2017年7月14日閲覧。
4. ↑   “融創中国、契約中止で万達に1.3億元の補償金”. NNA Asia. (2021年9月22日) 2021年9月27日閲覧。
5. ↑  “SUNAC CHINA HOLDINGS LTD. (1918)”.   Hong Kong Exchanges and Clearing. 2019年4月17日閲覧。
6. ↑  “Sunac raises $337 million on HK IPO”. Reuters (Hong Kong). (2010年9月30日) 2019年4月17日閲覧。
7. ↑  “Sunac China Defies Downturn, Reports 57% Leap in Profit for 2019” (英語). Mingtiandi (2020年3月27日). 2020年10月8日閲覧。
8. ↑  “中国不動産20社、用地取得5割減　1～3月期”.   日本経済新聞 (2020年4月28日). 2023年11月12日閲覧。
9. ↑  “【23-39】中国不動産業界の国外債務再編　復活の一手となるか”.   サイエンスポータル チャイナ (2023年6月7日). 2023年11月12日閲覧。
10. ↑  “中国不動産開発の融創、約1090億円調達－会長は自己資金で無利子融資”.   bloomberg (2021年11月15日). 2023年11月12日閲覧。
11. ↑  “[0 不動産の融創中国が債務不履行 住宅販売3位の大手]”.   日本経済新聞 (2023年5月12日). 2023年11月12日閲覧。
12. ↑  Kevin Kingsbury (2023年9月19日). “融創中国、米連邦破産法15条の適用申請－オフショア債再編近づく”. ブルームバーグ 2023年9月19日閲覧。
13. ↑  Ho, Jane (2017-11-15). “China's Richest 2017: Property Developers Have A Banner Year”. Forbes Asia 2018年10月2日閲覧。.